# Hladke, Kozeleț
Hladke (în ucraineană Гладке) este un sat în comuna Patiutî din raionul Kozeleț, regiunea Cernihiv, Ucraina.

## Demografie
Componența lingvistică a localității Hladke
     Ucraineană (99,34%)
     Alte limbi (0,66%)
Conform recensământului din 2001, majoritatea populației localității Hladke era vorbitoare de ucraineană (99,34%), existând în minoritate și vorbitori de alte limbi.